# لسنوی (بارنائول، سرزمین آلتای)
لسنوی (به لاتین: Lesnoy) یک منطقهٔ مسکونی در روسیه است که در بارنائول واقع شده‌است.